# ۲۹۹ (میلادی)
۲۹۹ (میلادی) دویست و نود و نهمین سال تقویم میلادی است.

## درگذشتگان
‎